# Rivadavita
La rivadavita és un mineral de la classe dels borats. Rep el seu nom en honor del president argentí Bernardino Rivadavia (1780-1845).

## Característiques
La rivadavita és un borat de fórmula química Na₆Mg[B₆O₇(OH)₆]₄·10H₂O. Va ser aprovada com a espècie vàlida per l'Associació Mineralògica Internacional l'any 1966. Cristal·litza en el sistema monoclínic. Es troba en cristalls allargats al llarg de [010], i aplanats en {100}, mostrant gran {100} modificat per {102}, {012} i {112}, de fins a 3 mil·límetres, en agregats subparal·lels massius. La seva duresa a l'escala de Mohs és 3,5.
Segons la classificació de Nickel-Strunz, la rivadavita pertany a «06.FA: Neso-hexaborats» juntament amb els següents minerals: aksaïta, mcal·listerita, admontita i teruggita.

## Formació i jaciments
Es troba en dipòsits sedimentaris de borats; dipositada a partir de les aigües termals riques en borat. Sol trobar-se associada a altres minerals com el bòrax o la tincalconita. Va ser descoberta l'any 1966 a la mina Tincalayu, al Salar del Hombre Muerto (Salta, Argentina). També ha estat descrita a la mina Bigadiç (Màrmara, Turquia) i al Hard Scramble claim (Califòrnia, Estats Units).